# Margot Marsman
Margot Marsman-de Jong (Haarlem, 9 februari 1932 – aldaar, 5 september 2018) was een Nederlands zwemster. Tijdens de Olympische Spelen van 1948 behaalde ze een bronzen medaille voor haar prestaties in de categorie 4×100m Vrije Slag Dames met een tijd van 4:31 minuten.
In haar actieve tijd was ze aangesloten bij HVGB in Haarlem. Na het beëindigen van haar zwemcarrière werd ze kinderpsychologe.
Marsman overleed op 86-jarige leeftijd.